# L'orso (film)
(James Oliver Curwood)
L'orso (L'ours) è un film del 1988 diretto da Jean-Jacques Annaud.
Basato sul romanzo The Grizzly King (1916) di James Oliver Curwood. La sceneggiatura, di Gérard Brach, vede come protagonista un possente grizzly prendere sotto la sua protezione un cucciolo d'orso, rimasto orfano della madre. Entrambi sono braccati da un gruppo di cacciatori che, una volta compresa la vera essenza degli animali, rinunceranno all'arduo inseguimento.
È una favola ecologica raccontata dal punto di vista di un animale, e che ha lo scopo di mostrare come in natura non esistano assassinio e vendetta, e che la cattiveria può essere portata soltanto dall'essere umano. Brach e Annaud iniziarono a programmare la storia nel 1981, ma il film fu iniziato sei anni più tardi, poiché il regista si impegnò su un altro progetto. Il film è ambientato nella Columbia Britannica del XIX secolo, ma venne girato in Italia, nelle aree delle Dolomiti.
Apprezzato per la sua quasi totale mancanza di dialogo, nonché per la particolare fotografia di Philippe Rousselot e la colonna sonora di Philippe Sarde, L'orso è uno dei film più riusciti del regista Annaud. Alla sua distribuzione nelle sale fu subito un successo di pubblico e venne accolto altrettanto positivamente anche dalla critica. Ottenne una candidatura al premio Oscar per il miglior montaggio e vinse due Premi César, assegnati al regista e alla montatrice Noëlle Boisson. Malgrado il successo ottenuto Annaud rivelò apertamente, durante il periodo di proiezione del film, di non aver intenzione di realizzare alcun sequel.

## Trama
Columbia Britannica, 1885. Un cucciolo d'orso soffre la morte accidentale della sua mamma, travolta da una frana mentre scavava alla ricerca di miele. Costretto ad arrangiarsi da solo, si sforza di trovare cibo e rifugio. Altrove in montagna, un enorme orso grizzly maschio è braccato da due cacciatori di trofei. Tom, il cacciatore più giovane e inesperto, appena ne ha l'occasione spara all'animale, ma il proiettile non lo uccide. L'orso, infuriato e ferito, fugge e attacca i cavalli dei cacciatori, uccidendone uno e ferendone un altro che, spaventato, ferisce accidentalmente lo stesso Tom mentre cercava di calmarlo, che si infortuna a un piede.
Poco dopo, il cucciolo, trovatosi di fronte all'orso grizzly e vedendo in lui una figura paterna, tenta di farselo amico: l'altro, leso e innervosito, non si interessa a lui e lo respinge. Il piccolo orso, insistente, gli si avvicina nuovamente e riesce a leccare in modo rasserenante la ferita, mentre l'adulto è sdraiato in una pozza d'acqua nel tentativo di trarne giovamento. L'amicizia tra i due è formata: il grande prende l'orfano sotto la propria protezione e gli insegna a pescare e a cacciare.
Con un cavallo in meno e Tom ferito ma più che mai determinato a trovare il grizzly, i due cacciatori si uniscono ad un terzo uomo, sopraggiunto con dei cani. La caccia riprende ed entrambi gli orsi sono spinti verso un dirupo, inseguiti dai cani. Il grizzly, dopo aver messo al sicuro il cucciolo, li fronteggia, dando inizio ad una vera e propria lotta: ne uccide alcuni (tra cui proprio l'amato cane di Tom, Dixi), dopodiché si allontana rincorso da quelli restanti, che hanno la peggio. Gli uomini, rimasti indietro, catturano il cucciolo e lo portano al loro campo, dove lo legano ad un albero per tendere una trappola al grande; nel frattempo cala la notte e il grizzly scruta di nascosto l'accampamento.
Alle prime luci del giorno i cacciatori prendono posizione, aspettando la loro preda. Tom, andato a fare scorta d'acqua presso una sorgente e sprovvisto del suo fucile, ha un inaspettato confronto ravvicinato con l'orso, che sembra avere tutta l'intenzione di ucciderlo e, dopo averlo terrorizzato ringhiandogli ferocemente contro quasi a rimproverarlo per aver invaso il suo territorio, gli risparmia la vita e recede. L'uomo coglie l'occasione per recuperare la sua arma e sparare ma, sentendosi in debito verso l'animale, spara in aria facendo credere al suo amico, il più anziano ed esperto Bill, di averlo colpito. Quando il vecchio si accorge che è ancora vivo e vegeto prende la mira per colpirlo, ma Tom gli impedisce di sparare mettendo fine all'estenuante caccia. I cacciatori se ne vanno con Tom che si rifiuta di rivelare a Bill il motivo del suo gesto, non prima di aver liberato il piccolo orso. Il cucciolo, rimasto solo e indifeso, ha un brutto incontro con un puma, che lo insegue attraverso un torrente e lo ferisce; quando il puma sembra avere la meglio, improvvisamente interviene il grizzly, che con dei poderosi ringhi intimidisce il felino, il quale decide di rinunciare al pasto e fugge via. I due sono nuovamente insieme e con l'avvicinarsi dell'inverno si rintanano in una grotta per andare in letargo.

## Produzione

### Regia e sceneggiatura
(Jean-Jacques Annaud)

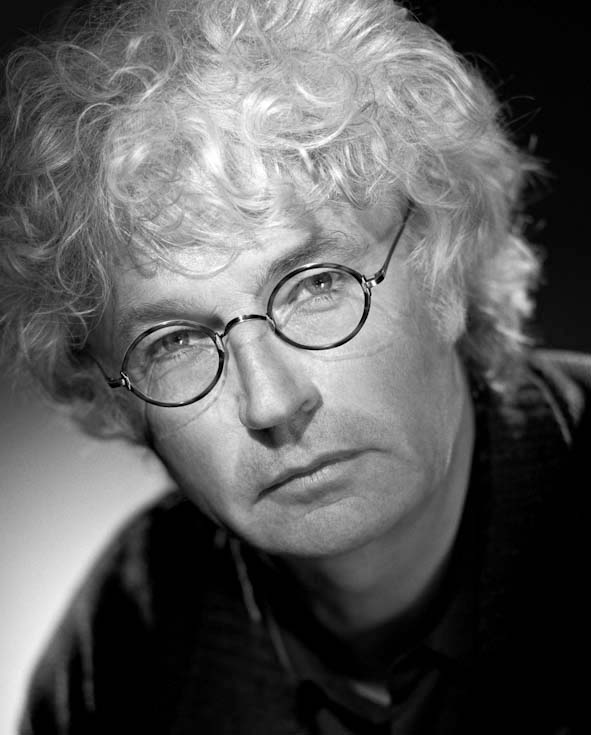
Jean-Jacques Annaud, il regista del film

Dopo il successo commerciale dei precedenti film di Jean-Jacques Annaud, Bianco e nero a colori (1976) e La guerra del fuoco (1981), il produttore Claude Berri si offrì di produrre il successivo progetto del regista, senza preoccuparsi del costo, che per questa pellicola si aggirò intorno ai 120-160.000.000 di franchi.
Il regista francese aveva già chiara l'idea di voler realizzare un altro film, dopo La guerra del fuoco, che includesse la comunicazione attraverso il comportamento, piuttosto che la lingua: «L'essenziale in un film - spiega il regista - non consiste tanto nel dialogo, nella parola, quanto nel linguaggio dei comportamenti. C'è una specie di vocabolario della gestualità, della mimica, che è più efficace di qualsiasi linguaggio parlato.» Divenne particolarmente interessato, però, a fare di un animale il protagonista di un dramma psicologico, ciò che non era stato ancora approfondito da alcun regista. Riflesse inizialmente sull'idea di rimanere sul tema primitivo e di realizzare un film sulle scimmie, ma si ricredette, in quanto - come lui stesso affermò - le scimmie "somigliano così strettamente agli uomini che si finisce col prendere il loro comportamento come una caricatura." Pensò allora alle tigri, dalle quali era sempre rimasto affascinato (tra l'altro, l'occasione di realizzare un'opera avente delle tigri come protagoniste non mancò, difatti nel 2004 diresse Due fratelli), ma pensò che l'orso gli avrebbe dato forse una migliore identificazione, e che avrebbe fornito un'identificazione più immediata anche dal pubblico, visto che gli orsi, secondo Annaud, sono molto simili agli uomini per quanto concerne la struttura dello scheletro e le gestualità.
Il romanzo The Grizzly King, pubblicato nel 1916, si basava sulle reali esperienze avute dallo scrittore James Oliver Curwood, che richiama sé stesso come protagonista nel libro, col nome di Jim. Il film, ispirato al libro, presenta naturalmente molte similitudini, come ad esempio la sequenza in cui l'orso risparmia la vita al cacciatore: è ciò che successe a Curwood, che dichiarò a suo tempo di essere andato a caccia, come di consueto, e di aver fatto cadere il fucile giù da una rupe quando improvvisamente un enorme orso lo fronteggiò, ma per motivi ignoti gli risparmiò la vita. Poco tempo dopo la pubblicazione del romanzo, Curwood divenne un sostenitore della conservazione della fauna selvatica. «Appena letto il libro - dichiarò Annaud - mi sono immediatamente immedesimato nell'orso ed è per questo che, mentre il romanzo esprime il punto di vista dei personaggi umani, io ho privilegiato il punto di vista dell'animale, cioè dell'orso.» Il regista parlò del progetto con un suo fidato collaboratore, lo sceneggiatore Gérard Brach. Nel commissionargli la sceneggiatura, chiarì fin da subito l'importanza del cast animale e i ruoli di contorno dei cacciatori (che erano soltanto coinvolti nella storia), e indicò, a lui e al produttore Berri, i punti basilari della vicenda: un orsacchiotto orfano; un grande orso solitario; due cacciatori nella foresta; punto di vista dei due orsi. La guerra del fuoco fu girato come una specie di reportage fra gli uomini delle caverne, cioè dando la sensazione che la macchina da presa fosse collocata in quei posti e in quell'epoca; L'orso, invece, il regista volle girarlo secondo i principi del cinema tradizionale, vale a dire secondo un tipico film a soggetto con intervento di attori. Questo perché non voleva dare assolutamente la sensazione di fare un documentario sul comportamento dell'animale.

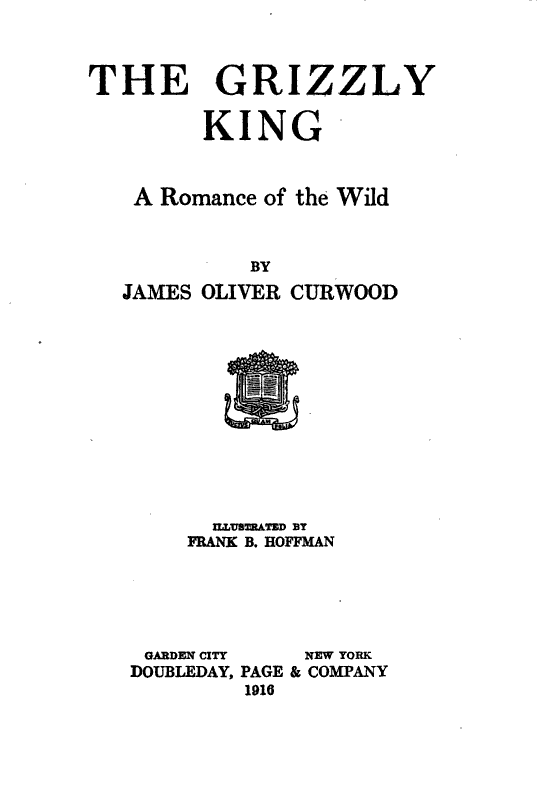
Frontespizio dell'edizione originale del romanzo The Grizzly King di Curwood

Brach iniziò a scrivere la sceneggiatura verso la fine del 1981, mentre Annaud si impegnò contemporaneamente su un altro progetto: diresse un adattamento cinematografico del libro di Umberto Eco, Il nome della rosa, film che alla sua uscita riscosse un grande successo internazionale. La sceneggiatura completa de L'orso venne presentata a Claude Berri nei primi mesi del 1983. Brach e Annaud decisero di ambientare il film nel XIX secolo, al fine di rendere più verosimile la storia con quella del romanzo da cui è tratta, creando una percezione di vero deserto, soprattutto per i personaggi umani, mantenendo così l'idea di una natura incontaminata.
Annaud ebbe modo di ammirare i dipinti di Albert Bierstadt al Metropolitan Museum of Art di New York, girò quindi molte zone dell'America alla ricerca dei paesaggi raffigurati nelle tele del pittore, paesaggi che sarebbero stati consoni al film; molti erano cambiati dai tempi dell'artista (vissuto nel 1800) e quelli rimasti intatti erano stati fin troppo utilizzati dal cinema statunitense, e il cineasta era invece alla ricerca di qualcosa di nuovo e originale. Visitò dunque invano anche l'Australia, la Nuova Zelanda e la Cecoslovacchia, fino a quando scoprì che ciò che cercava si trovava sulle Alpi, che visitò nell'ottobre del 1986 in occasione di un viaggio promozionale per Il nome della rosa, e che ne rimase subito colpito. Dopo un'attenta ricerca, portata avanti dallo scenografo Toni Lüdi, fu trovato il luogo adatto tra le montagne delle Dolomiti.

### Cast
(Jean-Jacques Annaud)
Durante la fase di pre-produzione della pellicola, il regista visitò molto i giardini zoologici, al fine di ricercare e comprendere il comportamento animale per poterlo quindi emulare nella pellicola, e anche per la ricerca di un cast per il film; fece fare difatti provini a molti orsi, prima di scoprire Bart (nel film ribattezzato col nome di Kaar), un orso kodiak di 1.500 libbre (680 Kg) e che misurava, ritto sulle zampe posteriori, 290 cm di altezza, allevato e ammaestrato dal suo padrone Doug Seus. L'animale aveva però bisogno di controfigure, furono perciò ingaggiati anche altri orsi, in particolare uno di nome Doc, che fu il sostituto principale di Bart. Anche l'orso Griz venne selezionato per un ruolo nel film; era un maschio, ma fu scelto per interpretare la parte di una femmina. L'addestramento degli orsi era già incominciato nel 1982, a Bart fu insegnato principalmente a zoppicare e a simulare una lotta coi cani. Griz ricevette una preparazione particolare, in quanto doveva accentuare e rendere più femminili le sue movenze ed espressioni.
In uno zoo francese il regista scovò due puma del Nord America, un maschio e una femmina, entrambi di cinque anni, che li scritturò per il film. Al maschio sarebbe spettato il ruolo principale, la femmina sarebbe stata invece un sostituto. Vennero affidati a Thierry Le Portier, al tempo noto per l'ammaestramento di leoni, tigri, pantere, giaguari e puma per spot pubblicitari e lungometraggi. Inizialmente, l'addestratore dovette tenere i puma nella sua tenuta per due mesi, in modo che si abituassero a lui, per poi cambiare successivamente ambiente e trasferirsi sulle Dolomiti, dove vennero addestrati per circa tre mesi.
L'orsetto Douce (soprannominato nelle scene Youk) fu appositamente fatto nascere per il film insieme a una trentina di altri orsi, ne vennero selezionati 14 (quelli che le madri rifiutavano di allattare), che vennero allevati da puericultrici in un parco della Sologna. Il 18 maggio 1987 i cuccioli fecero dei provini e nel giro di poche ore Annaud scelse Douce. Lo preferì agli altri per la sua originalità nei comportamenti, le sue espressioni e la sua totale disponibilità. Poiché talvolta può succedere che in natura l'orso adulto uccida o mangi un cucciolo, gli addestratori prepararono Bart facendolo giocare con un orsacchiotto finto, per vedere le reazioni dell'animale. Ci vollero cinque settimane di pre-formazione intensiva da parte di Doug Seus, per persuadere Bart a tollerare il cucciolo. Il piccolo orso ebbe naturalmente le sue controfigure, in particolare per le scene prive di primi piani, dove fu sostituito dalle sue due sorelle, si usufruì dunque di più cuccioli per evitare di affaticarlo troppo durante le riprese, visto che il film prevedeva sequenze alquanto stancanti. Ma la selezione del cast animale non era certo terminata, la produzione dovette reclutare anche dei cani, dei cavalli, alcuni cervi, una civetta, un'aquila reale, una tartaruga, delle trote, 100 rane e numerosissimi insetti: 150 coccinelle, 20.000 mosche e 900.000 api.
Per trovare tre figure adatte ad interpretare i ruoli dei cacciatori, Annaud cercò inizialmente a Parigi, Londra, Monaco di Baviera e Amsterdam, prima di andare a New York e Los Angeles. Cercava volti credibili e non voleva assolutamente attori noti: «Non voglio stelle, le stelle sono gli orsi.»

### Riprese

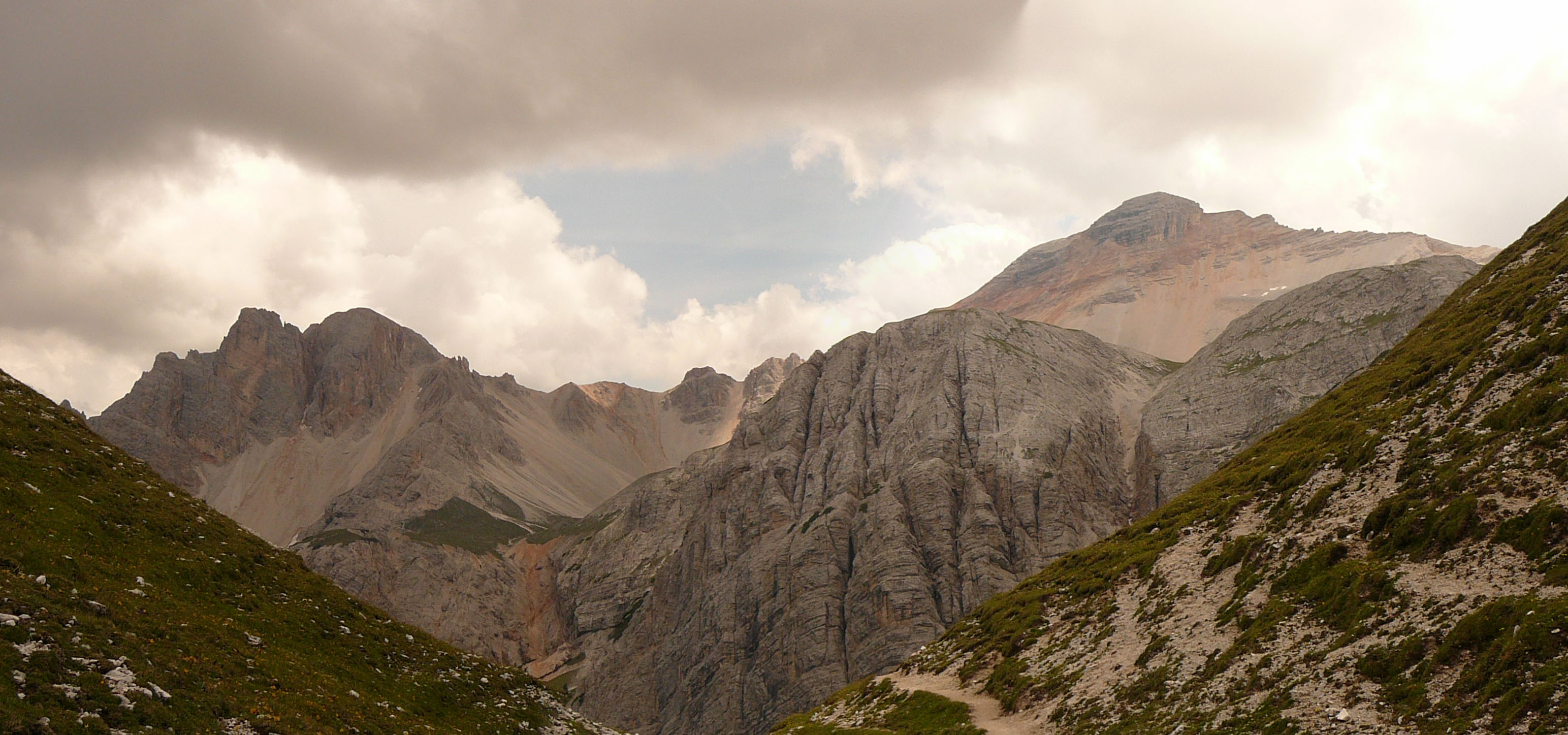
Cime Dolomitiche all'interno del Parco naturale Fanes-Sennes-Braies, che era inizialmente previsto come luogo per le riprese

L'orso fu dunque completamente girato nelle Dolomiti: Tra la valle del Vanoi ed il Primiero e parte in Lagorai a parte alcune sequenze girate in uno zoo belga, all'inizio del 1988. Inizialmente il film prevedeva come ambientazione il Parco naturale Fanes-Sennes-Braies, ma i politici e tecnici dell'assessorato alla tutela dell'ambiente e dell'ufficio Parchi naturali indussero la produzione a rinunciare a girare all'interno del parco. Secondo il ragionamento della provincia di Bolzano, ci sarebbe stato troppo movimento, visto che il programma di riprese avrebbe pregiato un'attività di 8 settimane con la presenza di circa 80 persone, 30 orsi e 40 autocarri, usati per trasportare tutti gli animali, posti naturalmente sotto la supervisione di molti specialisti.
L'equipaggio era costituito da 200 individui, fra questi erano presenti numerosi addestratori, tra cui quattro per l'orso Bart (compreso il suo proprietario Doug Seus e sua moglie), tre per i cani, tre per i cavalli e undici per i cuccioli. Ai membri della troupe fu chiesto di non mangiare durante le riprese, per evitare eventuali problemi con gli animali, in particolare con gli orsi, difatti Annaud raccomandò, prima dell'inizio delle riprese, di non agitarsi e non invadere il territorio degli animali, non fare confusione, non gridare e soprattutto non correre, perché gli orsi, benché addestrati, rimangono pur sempre imprevedibili.
La troupe era composta da persone proveniente da più paesi, in prevalenza francesi, ma anche americani e italiani, e visto che l'inglese era la lingua "imposta" sul set, il regista poteva comunicare più facilmente con il resto dell'equipaggio tramite gli Storyboard, che illustravano le varie scene previste nella pellicola. All'orso Bart era contrattualmente garantita una dieta comprendente polli disossati, lattine di succo di frutta, mele, salmone in scatola, salmone fresco, marmellata e anche marshmallows, spesso per alcune scene l'animale doveva esser nutrito con ben dodici Kg di mele, otto polli, due salmoni e varie confezioni di dolci; come affermò giustamente Annaud durante le riprese: «Gli orsi lavorano per il cibo...» Proprio per questo motivo vennero usati molti orsi come controfigure per alcune scene brevi, poiché venivano nutriti spesso capitava che fossero sazi e quindi non c'era più modo di convincerli a girare.
Seppur fosse ammaestrato per quello, "recitare" non era sempre semplice per Bart: l'addestratore Doug Seus teneva tra le mani una scodella con del cibo, e incitava quindi l'orso a seguirlo mentre si girava la scena, dicendogli ciò che doveva fare, anche se l'animale faticò non poco, in particolare per la sequenza in cui doveva mostrarsi ferito e zoppicante, il terreno era irregolare e quindi non fu facile camminare su tre zampe. Veniva tuttavia continuamente incoraggiato dal suo padrone e dagli altri, che lo spronavano esclamando la frase più usuale: «Good boy! (bravo ragazzo)»

Diverse scene furono girate nei pressi del Lago di Calaita

Per poter girare le scene più ravvicinate con Bart, vennero installati dei fili di sicurezza davanti agli operatori e alle cineprese, se l'orso si avvicinava troppo si connetteva la corrente dando, presumibilmente, una leggera scossa. L'orso sapeva comunque di stare lontano, perché ogni volta che si avvicinava ai fili, uno degli addestratori lo avvertiva esclamando: «Brucia!» Per tenere sotto controllo il kodiak durante le pause, Seus gli legava una catena al collo, la catena lasciava un leggero marchio sulla pelliccia, e la regia accurata di Annaud non trascurava certi dettagli; il proprietario doveva perciò lisciare il pelo dell'animale ogniqualvolta gli togliesse il collare prima di girare. Sul set l'uomo portava con sé una mazza da baseball, che naturalmente non usava, ma che gli serviva solo per intimorire Bart e di conseguenza farlo calmare nel caso si agitasse nel corso delle riprese.
La lavorazione del film in generale fu piuttosto complessa e non priva di intralci: una volta superati dei lievi problemi tecnici, le difficoltà principali erano legate in particolare alle condizioni climatiche, che cambiavano notevolmente col passar del tempo. La troupe fu anche soggetta a pioggia e neve, che rallentarono non di poco le riprese, tanto che non ci fu modo di girare per tre giorni. Il direttore della fotografia Philippe Rousselot osservò a questo proposito che "l'unica cosa che Jean-Jacques non era in grado di controllare era il tempo." Per girare le scene iniziali del film, l'intero equipaggio dovette fornirsi di tute d'apicoltore, poiché quella parte prevedeva numerose api. Ciononostante, alcuni membri furono attaccati dalle suddette in un momento in cui non indossavano le protezioni: gli insetti vennero al più presto cacciati, dai capelli degli uomini, con delle taniche d'acqua. Una delle parti più impegnative fu quella in cui il cucciolo viene inseguito dal puma: si ricorse all'escavatore per poter spostare le pietre del fiume, allo scopo di regolare ed attenuare le correnti d'acqua, per creare così un set adoperabile e cercare di adeguarsi al clima incerto - il quale influiva molto sulle correnti. Fu anche complicato convincere il puma, e il suo sostituto, ad avventurarsi fra le rive del torrente: i puma, anche se addestrati, odiano per natura l'acqua e il forte rumore. Prima dell'inizio delle riprese, i felini erano stati ammaestrati proprio in quel torrente da Thierry Le Portier, che li nutrì direttamente sulle rocce per farli abituare all'ambiente, tuttavia si spaventavano facilmente sul set, ma a tranquillizzarli c'era la loro gabbia posizionata proprio sulle rive del torrente, nella quale trovarono più volte rifugio. La troupe si trovò a dover attraversare il corso d'acqua e pertanto furono indispensabili degli stivali adatti, inizialmente usarono delle travi di legno, poi una corda, ma le forti correnti fecero più volte cadere gli operatori e quindi bagnare le telecamere - fortunatamente senza provocare danni - così gli ultimi membri rimanenti dovettero ricorrere a spostarsi sulla benna dell'escavatore per raggiungere gli altri sulla sponda opposta.
Quel che offriva il paesaggio talvolta non bastava. Spesso il set richiedeva alcune modifiche e spostamenti: furono aggiunte rocce di plastica - che vennero mangiate dagli orsi e quindi sostituite con altre di cemento - cascate artificiali, prati finti e alberi destinati a nascondere le macchine da presa o la troupe stessa.

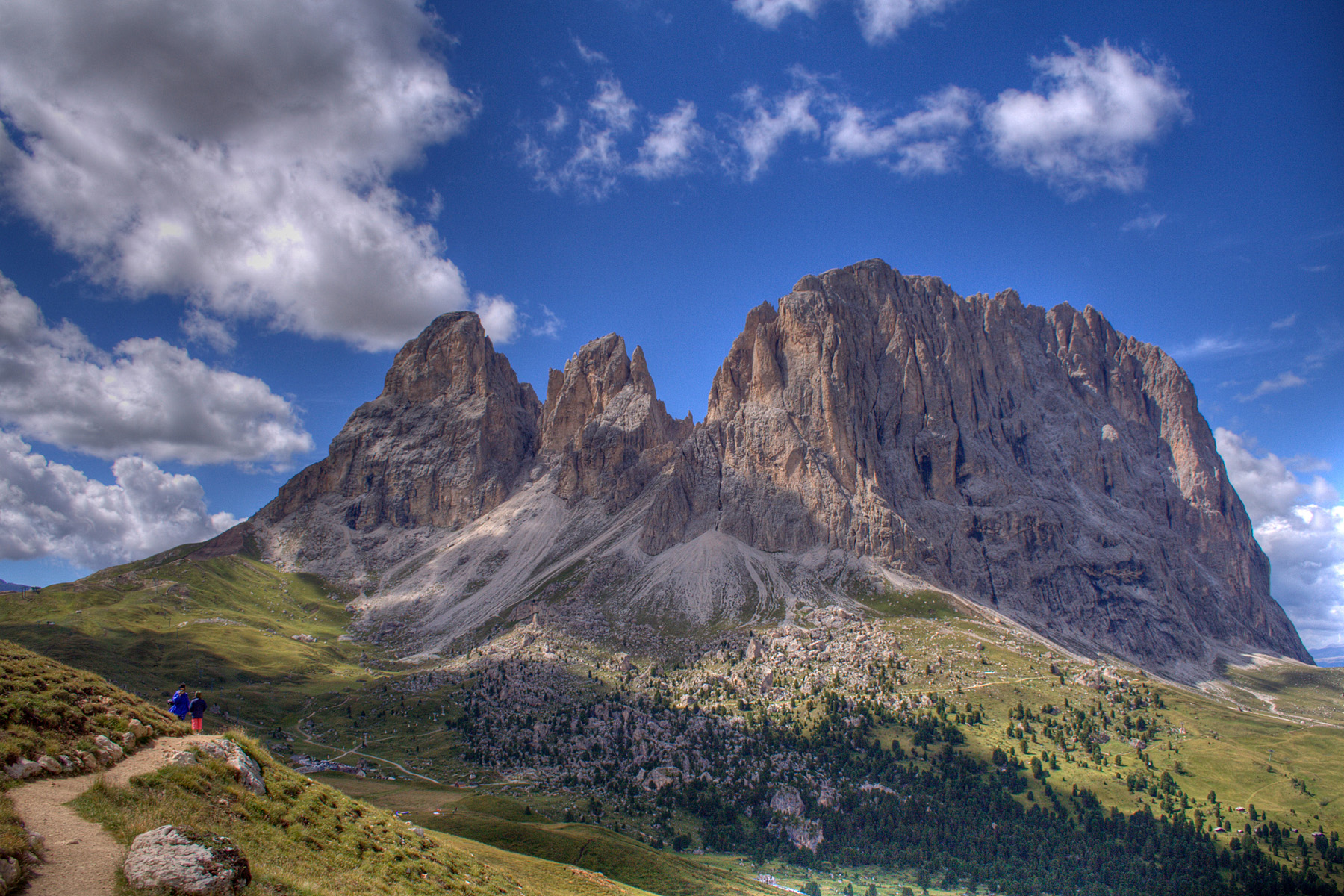
Una montagna delle Dolomiti

Mentre si girava, a volte gli addestratori riuscivano a comunicare con gli animali - in particolare con Bart e il puma - tramite le espressioni facciali: simulavano un'emozione (arrabbiato, calmo...) che gli animali dovevano raffigurare, e i suddetti le riproducevano davanti alla telecamera. Però era quasi sempre indispensabile parlare, e spesso con toni alti, quindi le loro voci coprivano gli altri suoni. Per questo motivo, non fu usato alcun suono diretto nel corso delle riprese. Così gli animali furono messi, uno per volta, davanti a un microfono, dove venivano "pungolati" dagli ammaestratori allo scopo di variare il loro stato d'animo e ottenere i vari versi differenti, che vennero registrati su un nastro a parte, insieme anche agli altri rumori essenziali per lo sviluppo delle scene (vento, fruscio delle foglie...), che infine vennero “fusi” grazie a un sintetizzatore. Quando non c'era la possibilità di far corrispondere il verso di un animale all'immagine della pellicola, lo stesso Annaud prestò la sua voce.
Il copione del film fu seguito alla lettera nei minimi particolari, occorse naturalmente più tempo e pazienza per ottenere gli atteggiamenti desiderati, ciò non permise di realizzare lunghe sequenze, ma brevi, catturando il momento in cui l'animale faceva - dopo svariate ore di attesa - esattamente ciò che era stato pensato dal regista o previsto nella sceneggiatura. D'altronde gli animali non furono affatto forzati a dover mostrare atteggiamenti umani, nelle scene furono completamente spontanei.
I membri della troupe non erano sicuri di essere in grado di instaurare una sicurezza adeguata per alcune scene specifiche. Quindi, oltre agli animali veri e propri, furono adoperati per precauzione anche dei pupazzi meccanici, che vennero utilizzati sia per le scene di combattimento, sia per il corpo esanime dell'orso femmina (all'inizio del film), sia per Bart, nella scena in cui il piccolo orso gli lecca la ferita - che per indurre il cucciolo fu sporcata con della Nutella. Gli animali meccanici furono realizzati da Jim Henson e i suoi collaboratori, per alcune fugaci scene sembra che sia stato usato anche un mimo nascosto dentro la pelliccia di un orso.
A parte la lavorazione difficoltosa, non sorsero problemi particolari - tralasciando i piccoli inconvenienti che ebbero alcuni animali, per i quali fu indispensabile la presenza d'un veterinario sul set. Lo stesso Annaud dichiarò quanto fosse divertente e piacevole lavorare con gli animali. Si verificò solo un piccolo incidente, quando il regista venne ferito da Bart mentre i due erano in posa per delle fotografie. Si salvò grazie a un libro che aveva letto, che trattava il comportamento degli animali: si finse quindi morto e per sua fortuna venne ferito solo a una natica, dovendo ricorrere a cure mediche per un periodo di due mesi. Ricordò a proposito il regista: «L'incidente con l'orso è stato causato da un mio errore di comportamento, un gesto sbagliato che per lui significava minaccia. Perché un animale ti aggredisce solo per fame o perché si sente minacciato. Quando mi sono reso conto dell'errore, mi sono immobilizzato e anche l'orso si è fermato.»
Le riprese della pellicola (che arrivò a ben 300 km di lunghezza contando in tutto 1.700 fotogrammi) durarono 109 giorni e si conclusero il 24 settembre del 1987. I cuccioli usati per il film furono trasferiti negli zoo in Francia, Austria e Belgio.

## Colonna sonora
Le musiche del film sono una delle colonne portanti dell'opera, furono composte da Philippe Sarde. L'album contiene due tracce di circa 20 minuti ciascuna, della durata complessiva di 45:22 minuti.
1. The Bear – 20:55
2. The Bear – 24:27

Durata totale: 45:22

## Distribuzione
L'orso fu proiettato la prima volta nelle sale francesi il 19 ottobre del 1988, dove venne subito accolto positivamente. Venne poi presentato nei seguenti paesi:
- 27 ottobre 1988 in Belgio
- 16 dicembre 1988 in Italia (L'orso)
- 23 dicembre 1988 in Norvegia (Bjørnen) e in Spagna (El oso)
- 16 febbraio 1989 in Germania Ovest (Der Bär)
- 24 febbraio 1989 in Finlandia (Karhu) e in Svezia (Björnen)
- 9 marzo 1989 nei Paesi Bassi
- 10 marzo 1989 in Portogallo (O Urso)
- 15 luglio 1989 in Giappone
- 18 agosto 1989 in Danimarca (Bjørnen)
- 22 settembre 1989 nel Regno Unito (The Bear)
- 12 ottobre 1989 in Australia
- 27 ottobre 1989 negli USA (The Bear)
- dicembre 1989 in Turchia (Ayi)
- 18 gennaio 1990 in Argentina (El oso)
- 1º febbraio 1990 in Brasile (O Urso)

## Accoglienza

### Incassi
In Francia il film fu un trionfo, record d'incassi e ospitò in tutto 9.136.266 spettatori. Nel suo week-end d'apertura negli Stati Uniti, venne proiettato su 858 schermi, incassando 3.676.530 $. Nella settimana dal 3 al 9 novembre venne proiettato in 1.042 sale, guadagnando 6.603.356 $ e posizionandosi come secondo film di maggiore incasso della settimana. Durante il periodo di proiezione, si mantenne sempre tra le prime dieci posizioni, arrivando infine a guadagnare 31.753.898 $, classificandosi al trentottesimo posto tra i film di maggiore incasso negli Stati Uniti nel 1989. Ebbe un buon successo anche in Italia: nella prima settimana di rilascio contò, nel cinema Reposi, 7.242 spettatori, e si classificò alla terza posizione tra i film più visti della settimana - Rambo III al primo posto e Chi ha incastrato Roger Rabbit al secondo.

### Critica
Per via del particolare tema trattato nel film, il regista Annaud temeva principalmente le critiche negative: «Quando faccio un film, sono molto egoista: faccio quello che piace a me. Solo dopo mi chiedo a chi si rivolge il mio film. Per L'orso ero convinto che fosse per un pubblico di adulti e mi ha sorpreso l'entusiasmo dei giovanissimi. Temevo anche che i francesi, sempre così intellettualoidi nelle critiche, mi attaccassero per sentimentalismo, per eccesso di semplicità. Invece ho avuto trecento critiche entusiastiche e anche quei pochi che mi hanno contestato, lo hanno fatto per diverse ragioni. Come Libération, per esempio, che mi ha attaccato senza aver visto il film e soprattutto perché non c'erano personaggi femminili.»
La pellicola ricevette quindi giudizi in prevalenza favorevoli da parte dei critici, eppure sollevò delle controversie riguardanti alcune scene ritenute un po' troppo crude ed esplicite, pertanto poco adatte ad un pubblico infantile, come le sequenze di lotta o la scena in cui il grizzly si accoppia con l'orso femmina, mentre il cucciolo resta a guardare. A tal proposito, David Denby del New York Magazine dichiarò in una sua recensione: «Mi piacerebbe raccomandare  L'orso come un film che genitori e figli possano vedere insieme, ma ho paura che ci sia una scena in mezzo che avrebbe dovuto non esserci.» Altri commenti criticarono alcune sequenze oniriche del film, dove vennero utilizzati effetti speciali, e ciò avrebbe quindi discostato la sensazione naturalistica complessiva della pellicola.
Sebbene il film non tratti il fatto di far apparire le bestie come uomini, distinguendosi dai film di genere e dalla classica maniera dei disegni animati della Walt Disney, fu rimproverato per l'eccessiva “antropomorfizzazione" degli animali; come ad esempio la scelta di doppiare il cucciolo, con dei lamenti e sospiri di un bambino.
Il critico cinematografico Derek Bouse notò un collegamento tra L'orso e i film d'animazione Bambi (1942) e Dumbo (1941), in quanto entrambi gli animali perdono le loro madri in tenera età, creando una situazione spiacevole che consente al resto della trama di svilupparsi. Inoltre osservò che la sequenza in cui l'orsetto ha delle visioni dopo aver mangiato dei funghi allucinogeni, presenta una somiglianza con una scena di Dumbo, che sogna in seguito ad aver bevuto dell'alcol.
Sul Rotten Tomatoes il film detiene il 92% di giudizi positivi da parte dei critici, con una valutazione media di 7.6 / 10. Il critico italiano Morando Morandini afferma che il film è "come un disegno animato girato dal vivo", di considerevole impatto emotivo e "di una carineria smaccata", e gli assegna 3 stelle su 5. Leonard Maltin nel suo libro Guida ai film 2009 ha dato alla pellicola 3 stelle, etichettandola come “un film intriso di rispetto per gli animali e per la magnificenza della natura."

## Riconoscimenti
- 1990 - Premio Oscar
  - Nomination Miglior montaggio a Noëlle Boisson
- 1989 - Premio César
  - Miglior regista a Jean-Jacques Annaud
  - Miglior montaggio a Noëlle Boisson
  - Nomination Miglior film
  - Nomination Migliore fotografia a Philippe Rousselot
  - Nomination Miglior sonoro a Bernard Leroux, Claude Villand e Laurent Quaglio
  - Nomination Miglior manifesto a Claude Millet, Christian Blondel e Denise Millet
- 1990 - Premio BAFTA
  - Nomination Migliore fotografia a Philippe Rousselot

- 1988 - Accademia Nazionale del Cinema, Francia
  - Academy Award a Jean-Jacques Annaud
- 1990 - Premio Genesis
  - Miglior film
- 1990 - Guild of German Art House Film Award Cinema
  - Film Argento esteri (Ausländischer Film) a Jean-Jacques Annaud
- 1990 - Young Artist Award
  - Nomination Miglior film per la famiglia

### Libri
- (EN) Josée Bénabent-Loiseau, Jean-Jacques Annaud, The Odyssey of the Bear: The Making of the Film by Jean-Jacques Annaud, Newmarket Press, 1989, ISBN 978-1-55704-056-5.
- (EN) Derek Bouse, Wildlife Films, University of Pennsylvania Press, 2011, ISBN 0-8122-3555-X.
- (EN) Peter M. Nichols, New York Times Essential Library: Children's Movies: A Critic's Guide to the Best Films Available on Video and DVD, Times Books, 2003, ISBN 0-8050-7198-9.
- (EN) Judith A. Eldridge, James Oliver Curwood: God's Country and the Man, Bowling Green, 1993, ISBN 0-87972-604-0.
- (EN) Heidi Lüdi, Toni Lüdi, Movie Worlds: Production Design in Film, a cura di Kathinka Schreiber, Edition Axel Menges, 2000, ISBN 3-932565-13-4.
- Leonard Maltin, Guida ai film 2009, Baldini Castoldi Dalai Editore, 2009, ISBN 978-88-6018-163-3.
- Enrico Lancia, I premi del cinema, Gremese Editore, 1998, ISBN 88-7742-221-1.

### Riviste
- (EN) Hall Lipper, The Bear Makes the Beast of it: Tale of Survival is Bear'ly There, in St. Petersburg Times, 1989.
- (EN) David Baron, The Bear, in The Times-Picayune, 1989.
- (EN) Derek Bouse, Review: The Bear, in Film Quarterly, 1990.
- (EN) David Denby, Wild Thing, in New York Magazine, 1989.
- (EN) Ted Maher, Filmmaker calls Bear Challenging Production, in The Oregonian, 1989.
- (EN) Ann Thompson, Quest for Fur, 1989.
- (EN) Robert Schickel, The Bear Review and The Bear Facts, in Time, 1989.